# Mengkait
Mengkait is een bestuurslaag in het regentschap Kepulauan Anambas van de provincie Riau-archipel, Indonesië. Mengkait telt 877 inwoners (volkstelling 2010).